# Склеп трикліній

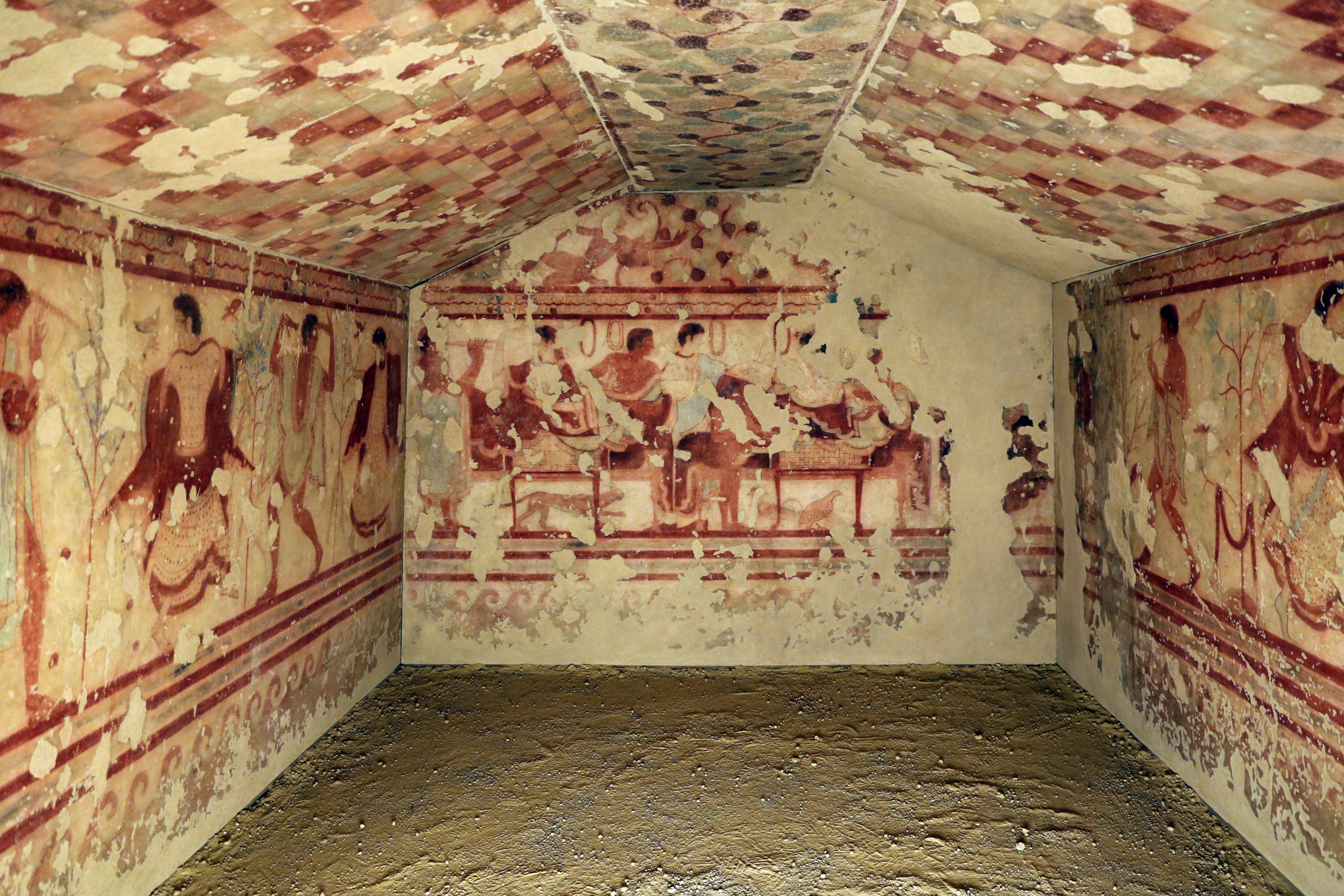
Склеп трикліній

Склеп трикліній  (англ. Tomba del Triclinio (Tarquinia)) — це археологічна пам'ятка доби етрусків,  яка знаходиться в сучасній Італії, в провінції Вітербо, Тарквінія.

## Знахідка
Вперше археологи зіткнулися з цим склепом у 1830 році. Склеп Триклінія датується близько V століттям до н.е. Склеп представляє собою рукотворне приміщення з двосхилим дахом. На протилежній від входу стіні та двох бокових є фрески, які дуже добре збереглися. Крім того, іноді цей склеп іменують як «святковий», оскільки на фресках є зображення сцени бенкету. 

## Фресковий цикл
Протилежна від входу стіна має сцену сімпосіума, добре відому за зображеннями на давньогрецьких керамічних вазах. Бокові стіни мають стінописи із зображенням танцюристів — юнаків і дівчат на первісно позначеному пейзажі з тонкими деревцями та окремими тваринами. Птахи їдять ягоди, до них підкрадається кіт, також знайдене зображення зайця. Сцени танців сповнені рухів і несподіваного для місця поховання позитива та відсутності драми. Але поховання належало іншому народові — етрускам. Все це навело на припущення, що стінописи виконав або запрошений до етрусків давньогрецький художник, або талановитий етруск, що пройшов навчання в якійсь грецькій колонії. А стінописи — чергове свідчення етапу, коли етруське мистецтво мало помітні впливи мистецтва стародавніх греків.
Фігури танцюристів – у святковому одязі, де яскраво сяють сині, блакитні та червонуваті кольори. Невідомий митець спочатку створював силует персонажа у повний зріст, а потім — його одяг, бо силует фігур добре проглядається під вільно накинутим одягом.

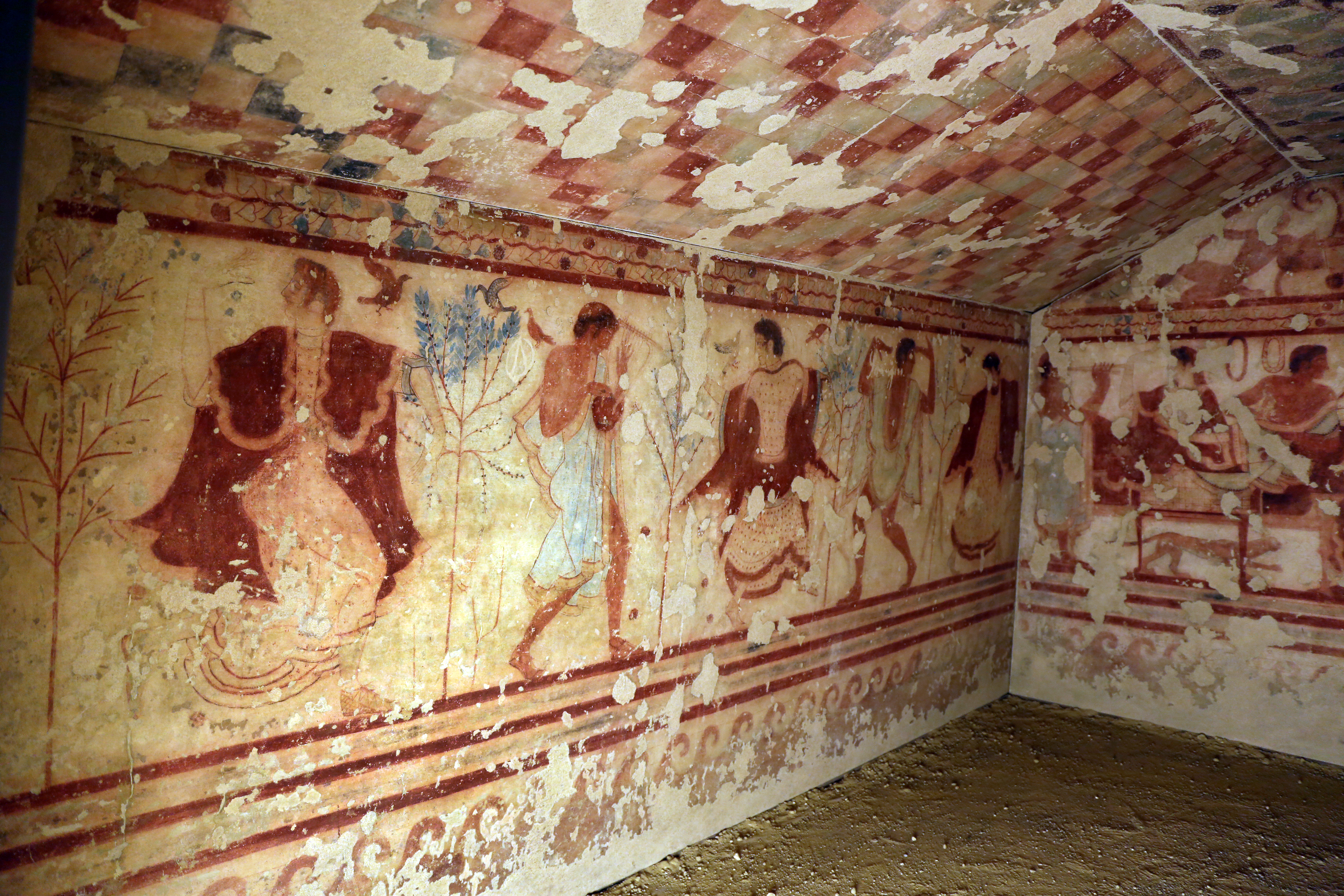
Стінописи з музикантом і танцюристами
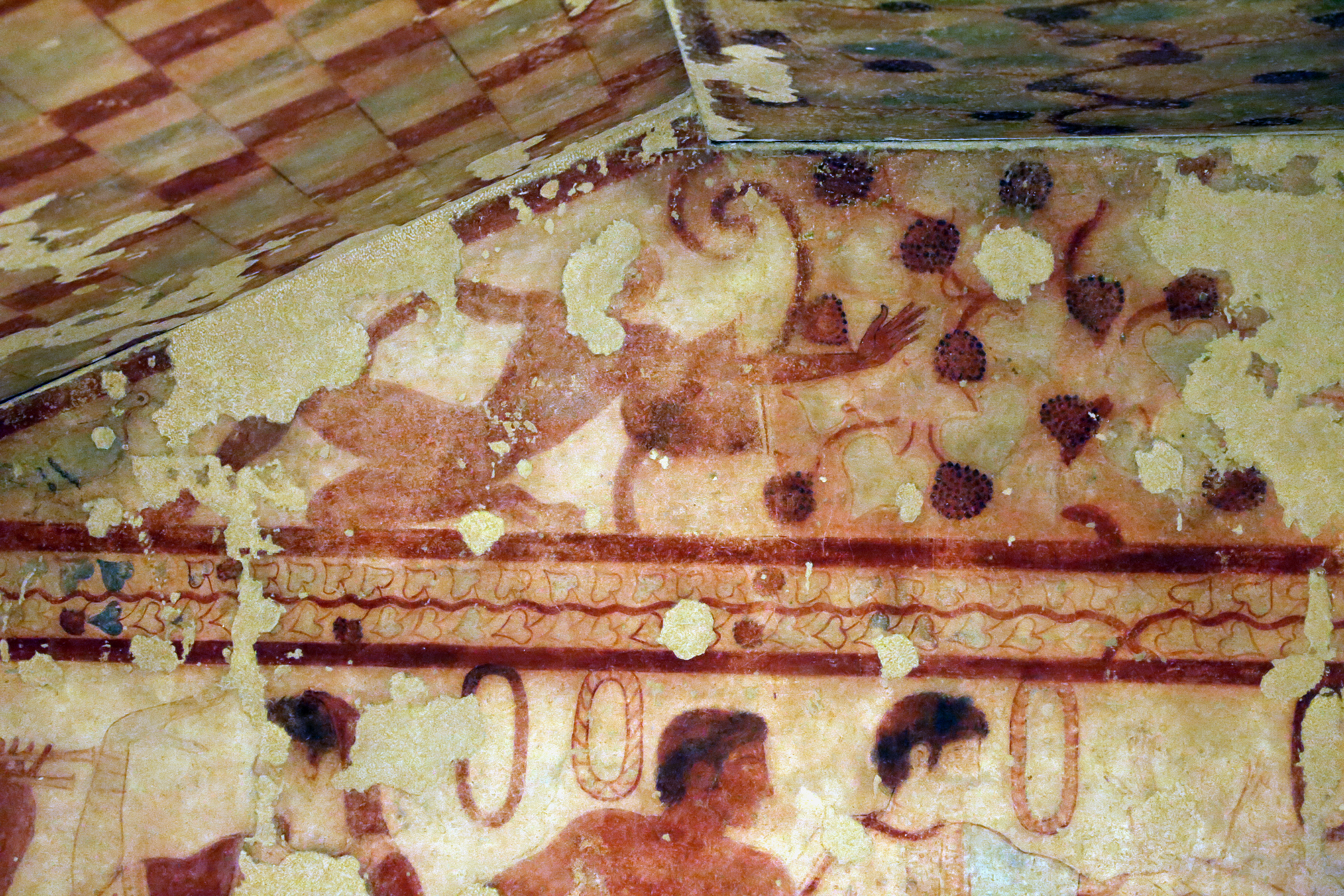
Загальний вигляд інтрʼєра
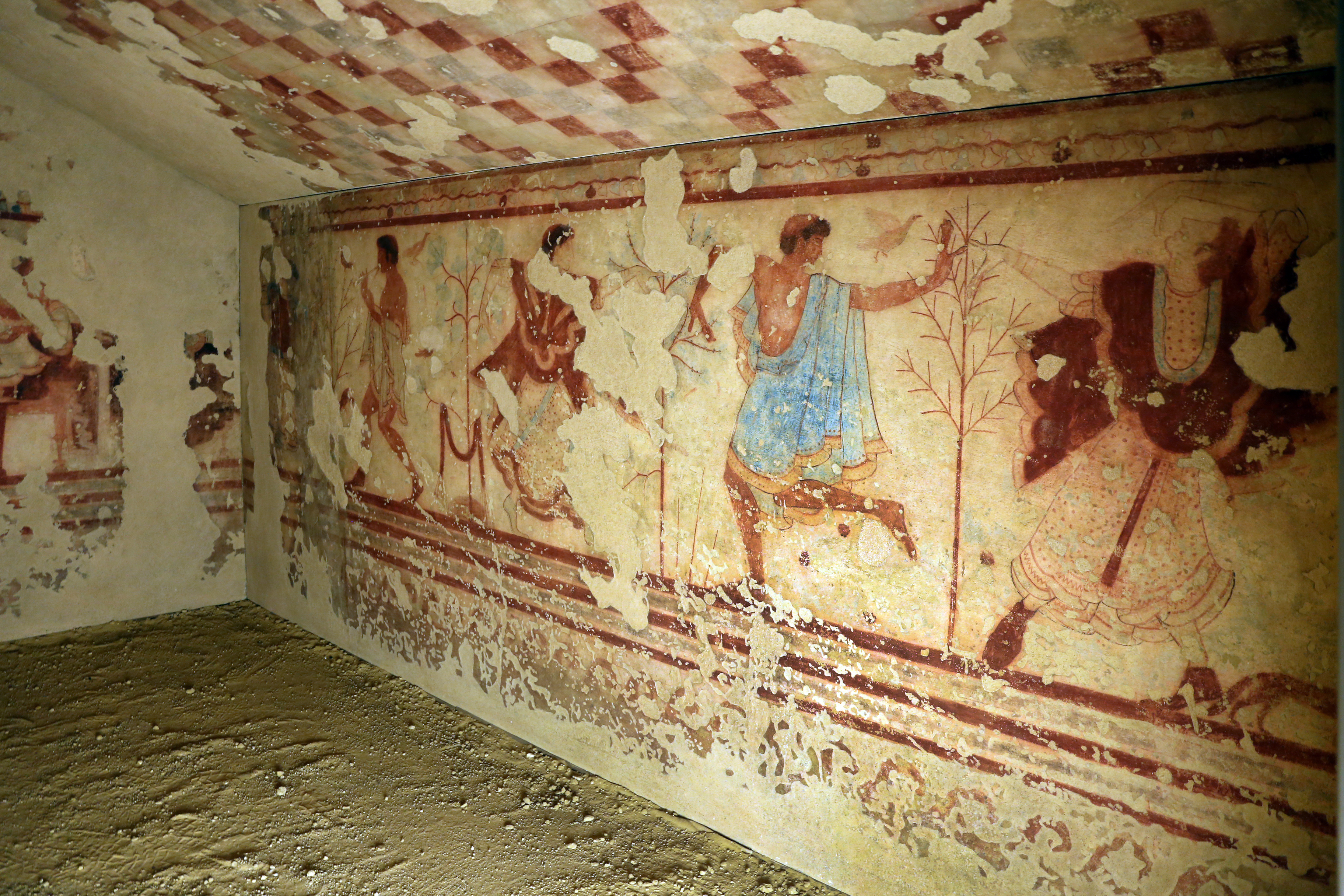
Пошкоджена бічна стіна з танцюристами

## Копії фресок роботи Карло Руспі
Практично у той же рік після археологіческого відкриття у склепі почав працювати художник Карло Руспі. Аби не пошкодити старовинні стінописи, він використав напівпрозорий папір і скопіював на нього силуети усіх фігур в їх реальний розмір. Водночас він робив копії деталей стінописів, зберігаючи їхню колористику. На останньому етапі він переносив зображення на твердий папір у меншому масштабі, що дозволяло робити друковані репродукції етруських фресок із поховання.
З часом кольори фресок зіпсувались, і побачити їх первісний вигляд на період 1830 року можна тільки завдяки копіям Карло Руспі.
Сцена бенкета надала й умовну назву поховальній коморі. На стіні із вхідним отвором знайдене зображення двох вершників, що зіскочили з коней. Їх вважають братами Діоскурами, котрі символізують зміну життя та смерті, світла та темряви.
Склеп і його стінописи відносять до 470 року до н. е. Залишені на первісному місці, фрески почали втрачати яскравість фарб. З міркувань безпеки та з метою запобігання  викраденню чи пошкодженню фресок, оригінали стінописів 1949 року були перенесені в Національний археологічний музей містечка Тарквінія.
Поховання № 5513, відкрите на тому ж некрополі  у Монтероцці, має схожі за сюжетом стінописи. За припущеннями, в похованні № 5513 працював той же майстер або майстерня.

## Галерея вибраних фото

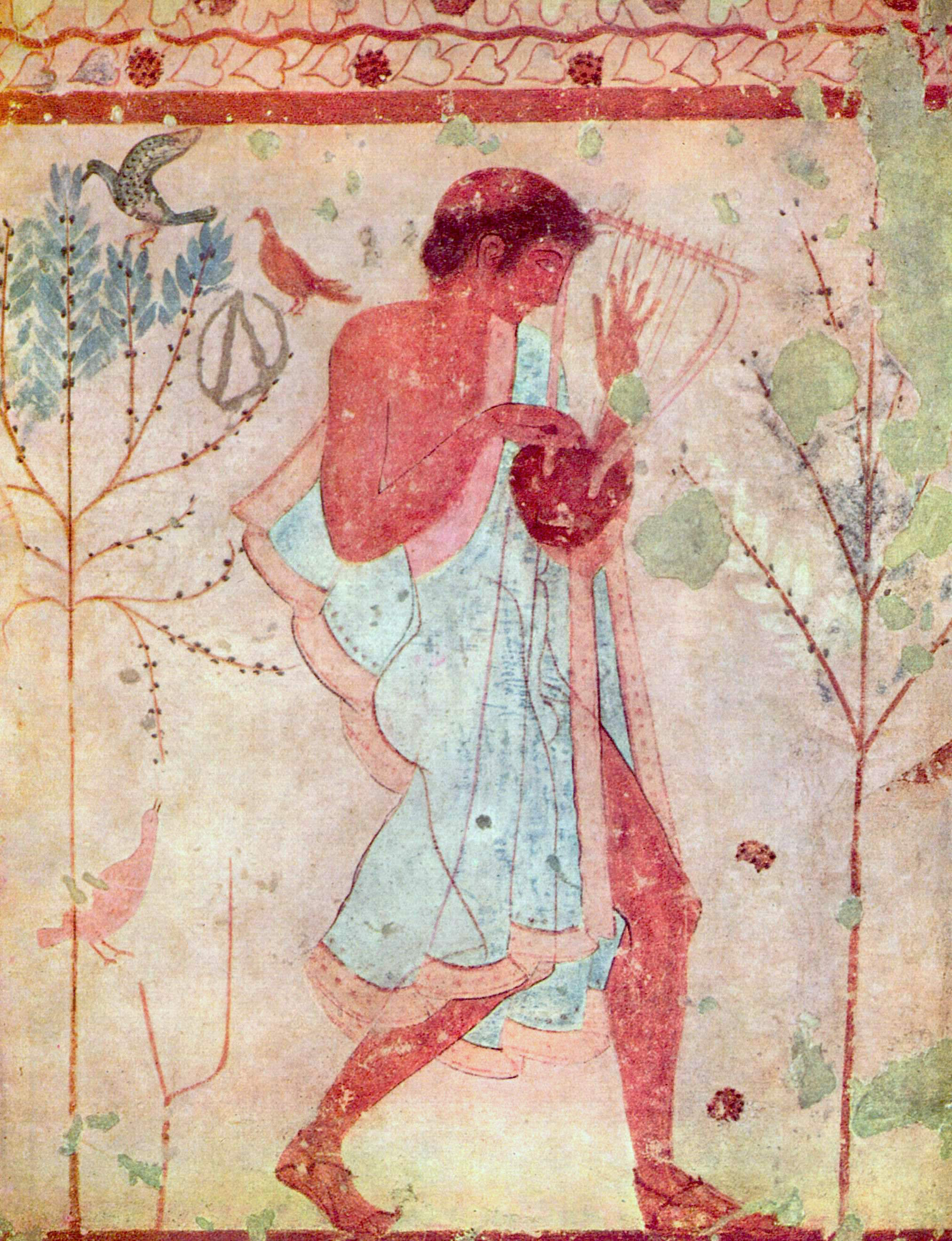
Етруський музика. Склеп трикліній, Тарквінія.
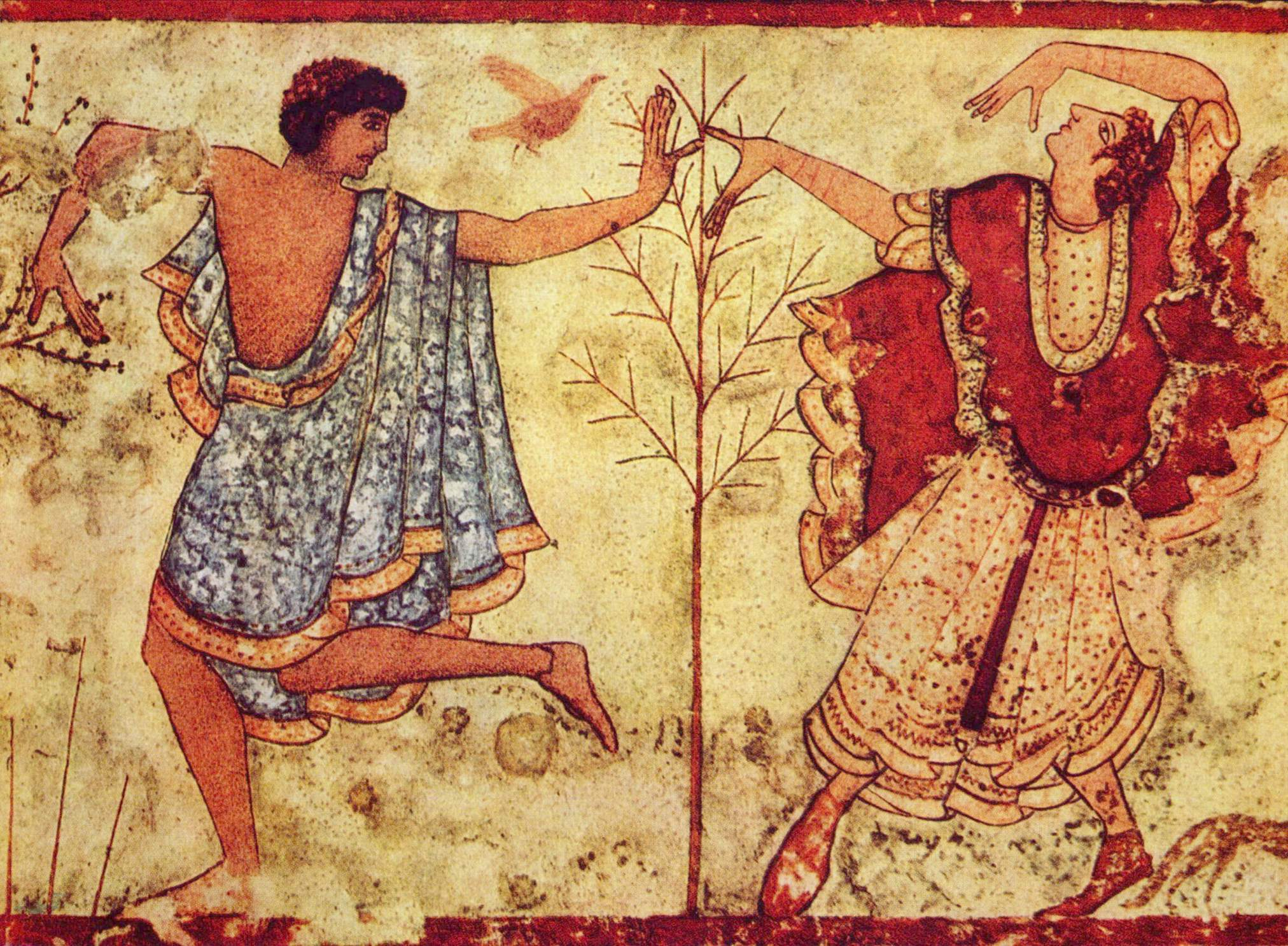
Невідомий етруський художник. Танцюрист і танцюристка